# Jorrit Tamminga
Jorrit Tamminga (Goes, 2 januari 1973) is een Nederlands componist.

## Loopbaan
Jorrit Tamminga studeerde Muziek & Technologie aan de Hogeschool voor de Kunsten Utrecht en Sonologie aan het Koninklijk Conservatorium in Den Haag. Gedurende beide studies legde hij zich toe op de compositie van elektronische muziek, live elektronica, spatialization en klanksynthese.
Naast zijn werk als componist onderwijst Tamminga Compositie Elektronische Muziek aan het Conservatorium van Amsterdam en Klank Ontwerp bij Muziek & Technologie.